# Xã Ridge, Quận Shelby, Illinois
Xã Ridge (tiếng Anh: Ridge Township) là một xã thuộc quận Shelby, tiểu bang Illinois, Hoa Kỳ. Năm 2010, dân số của xã này là 427 người.